# Magis
Cet article possède un paronyme, voir Magis Club.
Magis est un adverbe latin qui signifie plus, davantage. Ce terme, qui est le plus souvent associé à la locution Ad maiorem Dei gloriam (Pour la plus grande gloire de Dieu), exprime l’aspiration spirituelle ignacienne d’être, ou de faire, plus, mieux, davantage ; elle est la marque d'une insatisfaction spirituelle tant qu’un certain niveau de qualité (plutôt que de ‘quantité’) ne soit atteint, quel qu’en soit le domaine : qualité dans l’étude et la compétence intellectuelle, dans le service des autres, dans le progrès spirituel personnel.
L’orientation générale de la spiritualité ignacienne, dans la lignée des Exercices spirituels de saint Ignace de Loyola, consiste à toujours tenter de faire « mieux » ou « davantage », et pas seulement ce qui est « bien » ou satisfaisant, vis-à-vis de Dieu, des autres ou de soi-même. Même les étudiants des collèges jésuites sont fréquemment invités  à s’exercer au « magis » dans leur vie. Cela fait partie du Ratio Studiorum.
L'origine du Magis se trouve dans une triple question souvent répétée par Ignace de Loyola : « Qu'ai-je fait pour Dieu ? Que fais-je pour Dieu ? Et que puis-je faire de plus pour Lui ? »